# Konrad Kyeser
Konrad Kyeser (také Kieser, latinsky Conradus Kyeser, 26. srpna 1366 Eichstätt – po roce 1405) byl německý vojenský lékař, vojenský inženýr a technický spisovatel pozdně středověké Evropy. Napsal první německý ilustrovaný rukopis zabývající se válečnou a obléhací technikou s názvem Bellifortis (v latině „Bojová síla“), jeden z kompendií technických kreseb podle skic Villarda de Honnecourta z první poloviny 13. století a Guida da Vigevanos z první poloviny 14 století.

## Život

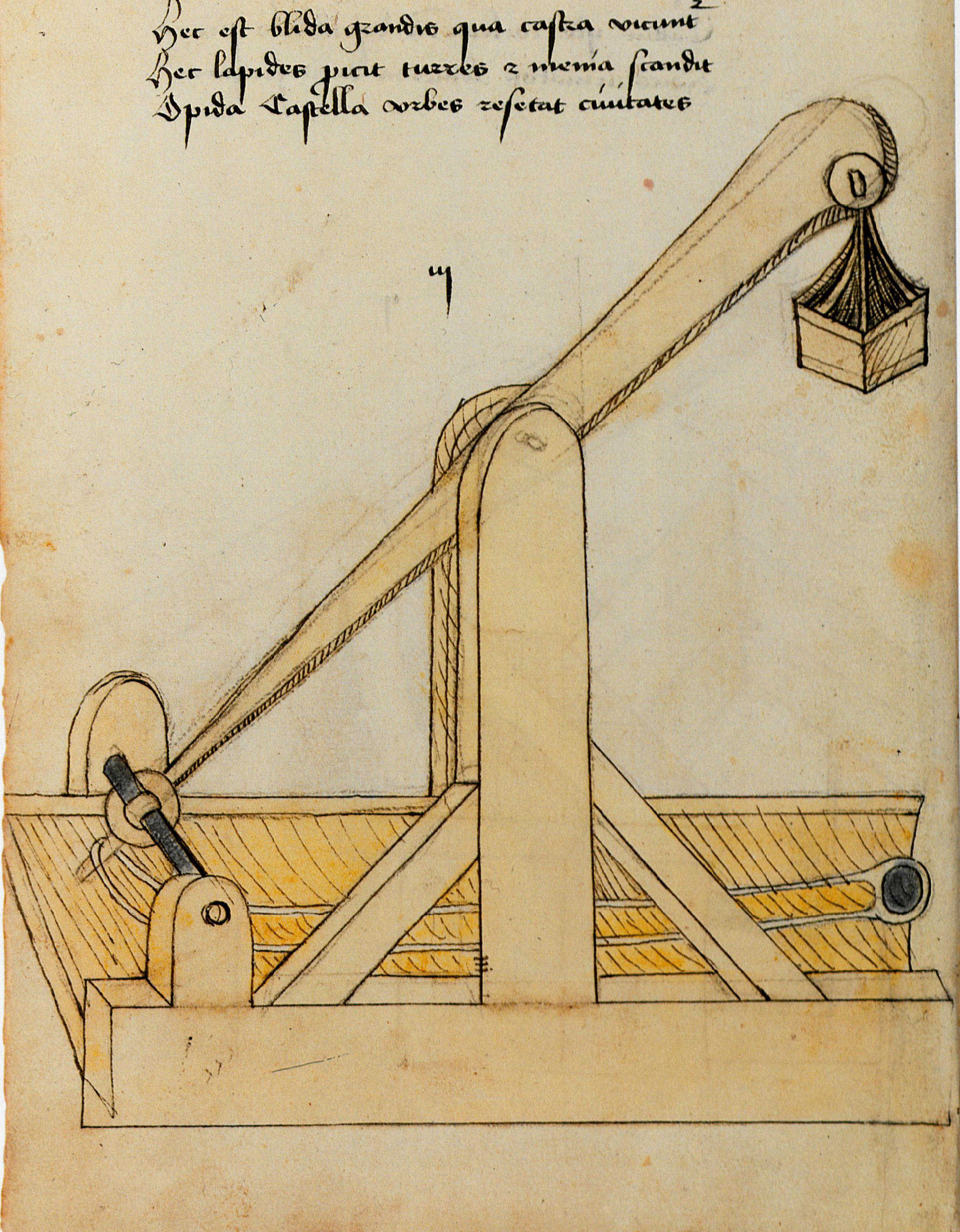
Ilustrace katapultu typu trebuchet v díle Bellifortis

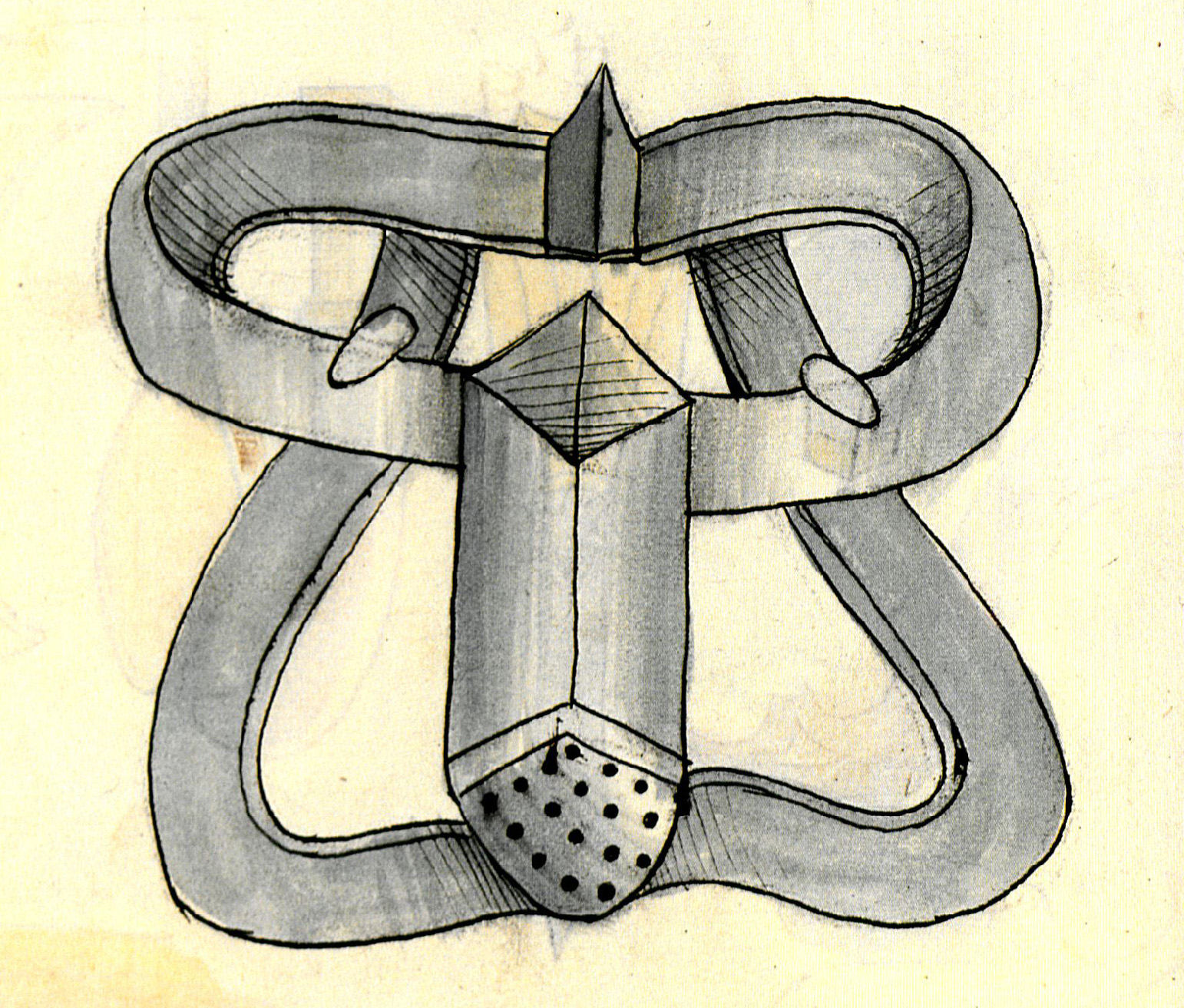
Kresba pásu cudnosti v mnichovském rukopise, Bayerische Staatsbibliothek, Clm 30150

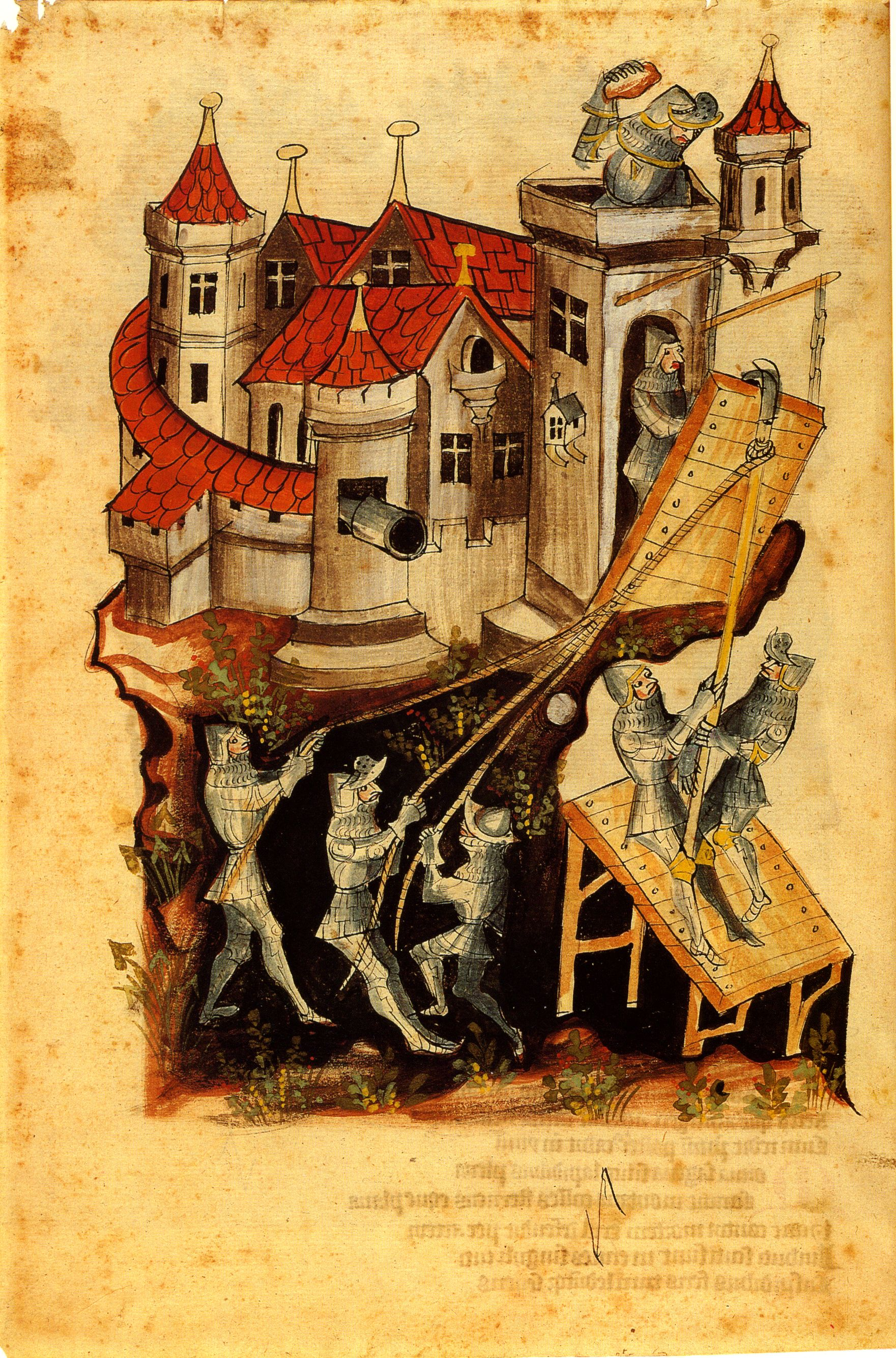
Zařízení pro násilné svržení padacího mostu v Bellifortis. Rukopis Řím, Biblioteca Apostolica Vaticana, Vaticanus Palatinus lat. 1994, fol. 66v (počátek 15. století)

Narodil se do středostavovské rodiny Rüdigera a Elisabeth Kyeserových v Eichstättu. Studoval medicínu v tamním dominikánském klášteře, posléze pak na italské univerzitě v Padově, kde po jistou dobu působil u zdejšího dvora. 
V roce 1389 odešel s bavorským žoldnéřským vojskem do Itálie jako vojenský lékař. Zde získal nejen válečné zkušenosti, ale také se dostal do kontaktu s italským renesančním humanismem. Od roku 1394 se účastnil křížové výpravy uherského krále Zikmunda proti Osmanům, která byla roku 1396 poražena v bitvě u Nikopole, které se Kyeser rovněž zúčastnil. Z neúspěchu křesťanského vojska viní ve svých spisech právě Zikmunda. 
V roce 1402 působil na dvoře českého krále Václava IV., Zikmundova bratra, na hradech Žebrák a Točník, kde začal psát své stěžejní dílo, Bellifortis.
Následně zprávy o něm mizí. Zemřel patrně nedlouho po roce 1405, pravděpodobně v Čechách.

## Dílo
Bellifortis shrnuje příruční stroje a zařízení, zejména pro válečné účely, které autor znal ze starověkých textů nebo z vlastních pozorování. Zařízení nejsou z technického hlediska vždy reprodukována správně, ale pomocí zařízení, která znal z vlastní zkušenosti, Kyeser někdy dosáhl popsání mimořádného množství detailů. Některá zařízení jsou poprvé Kyeserovým rukopisem zobrazena v odborné literatuře vůbec poprvé. Kniha mj. obsahuje první detailní středověkou ilustraci Archimédova šroubu, ale také nejstarší známou kresbu pásu cudnosti. Částečně popisuje také nepraktické technické experimenty. V souladu s humanistickým chápáním přírodních věd, které Kyeser znal jako lékař, začlenil do svého Bellifortis také alchymistické a astrologické praktiky.
Kyeserovo dílo bylo distribuováno v několika různých redakcích, také díky rukopisovým manufakturám. Mezitím je známo 45 dochovaných rukopisů, z nichž některé se rozsahem, textem i obrazem značně liší od originálu. Kyeserův autograf je součástí velkolepého rukopisu z roku 1405, bohatě ilustrovaného malíři z královského dvora a věnovaný králi Ruprechtovi III. Falckému, je od roku 1773 v inventáři univerzitní knihovny v Göttingenu. Kromě Kyeserova portrétu obsahuje tento autogram jména jeho rodičů Rüdigera a Elisabeth a uvádí 26. srpen 1366 jako jeho datum narození. Dílo bylo rozšířeno v rámci italské renesance a výzkumy z počátku 21. století ukázaly, že Kyeserovo dílo znal i Leonardo da Vinci a používal je pro své technické výkresy vlastních bojových strojů.

## Památka
Ve městě Eichstätt, kde se patrně narodil a vyrostl, po něm pojmenovali ulici Konrad-Kieser-Straße. Muzeum Altmühl v Dollnsteinu vystavuje některé zmenšené modely jím nakreslených válečných strojů.
Konrad Kyeser se rovněž objevuje jako postava ve videohře Kingdom Come: Deliverance z roku 2018, se kterou může hráč v rámci děje komunikovat. Hlas postavě propůjčil britský herec Brian Blessed.